# Allophylus zenkeri
Allophylus zenkeri är en kinesträdsväxtart som beskrevs av Ernest Friedrich Gilg och Ludwig Radlkofer. Allophylus zenkeri ingår i släktet Allophylus och familjen kinesträdsväxter. Inga underarter finns listade i Catalogue of Life.